# A192 (Russland)
Die A 192 ist eine russische Fernstraße in der Oblast Kaliningrad. Sie verläuft in nord-südlicher Richtung entlang der Ostseeküste und verbindet die Städte Selenogradsk (Cranz), Swetlogorsk (Rauschen) und Primorsk (Fischhausen). Gleichzeitig ist sie ein Bindeglied zwischen den Fernstraßen A 191 und A 193.
Auf einem 10 Kilometer langen Teilstück zwischen Romanowo (Pobethen) und Swetlogorsk (Rauschen) verläuft die A 192 auf der Trasse der früheren deutschen Reichsstraße 143.

## Verlauf der A 192

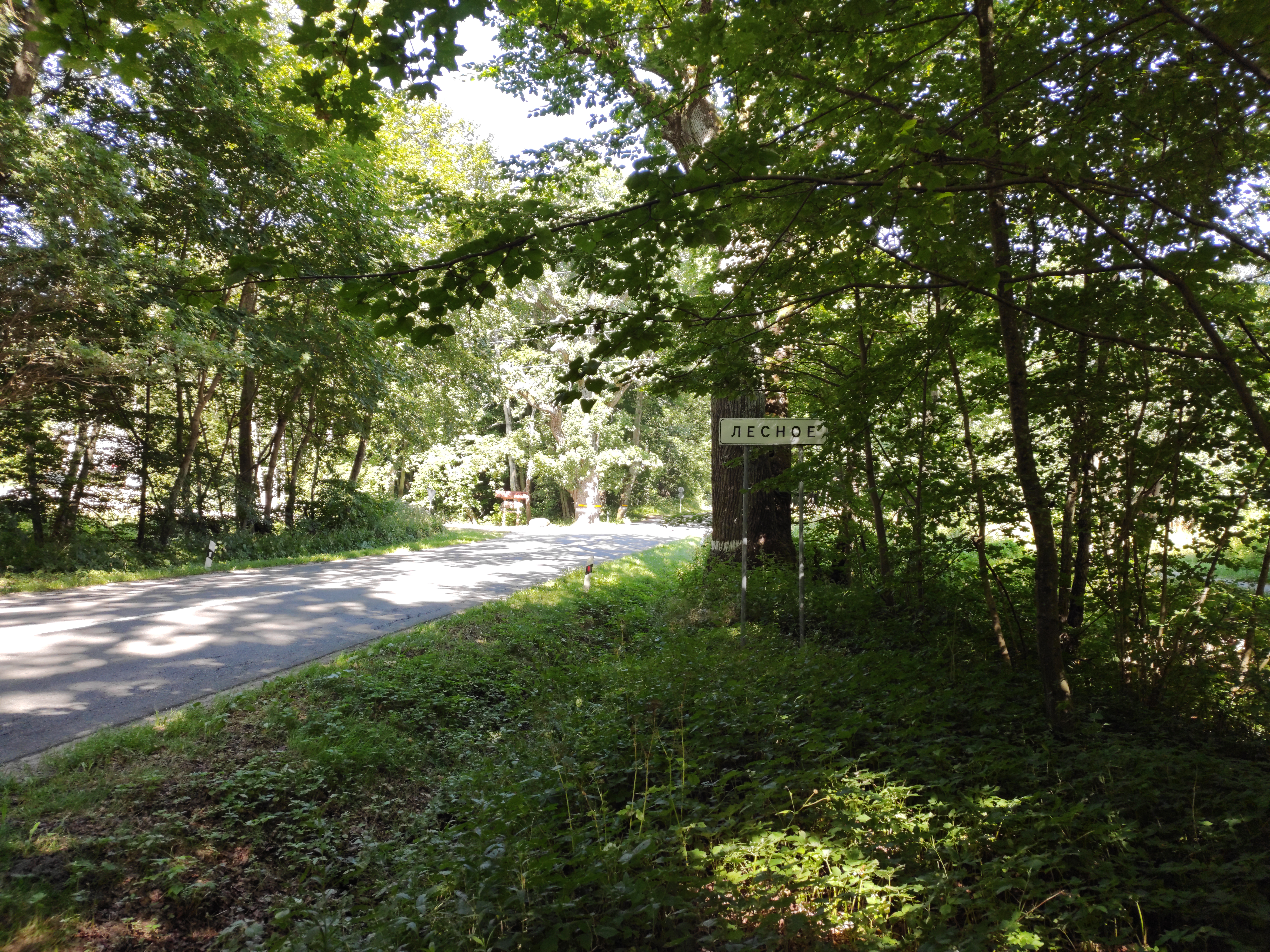
Straße nach Lesnoje

Oblast Kaliningrad:
Rajon Selenogradsk:
- 00 km – Selenogradsk (Зеленогадск, Cranz) (→ A 191, auch P 515)
- 03 km – Wischnjowoje (Вишнёвое, Wosegau)
- 05 km – Klinzowka (Клинцовка, Wickiau)
- 08 km – Kamenka (Каменка, Michelau)
- 10 km – Sokolniki (Сокольники, Weischkitten)
- 11 km – Kowrowo (Коврово, Nautzau)
- 14 km – Roschtschino (Рощино, Grünhoff)
- 15 km – Schumnoje (Шумное, Schupöhnen)
- 20 km – Romanowo (Романово, Pobethen)
- 24 km – Gorkowskoje (Горьковское, Watzum)
- 26 km – Olschanka (Ольшанка, Obrotten)
- 27 km – Aralskoje (Аральское – Alexwangen) (→  Primorskoje Kolzo)
- 28 km – Salskoje (Сальское, Sankt Lorenz)

Stadtkreis Swetlogorsk:
- 32 km – Swetlogorsk (Светлогорск, Rauschen)

- 37 km – Lesnoje (Лесное, Warnicken)
- 39 km – Primorje (Приморье, Groß Kuhren)

Rajon Selenogradsk:
- 41 km – Orechowo (Оехово, Schalben)
- 42 km – Maiski (Майский, Mandtkeim)
- 43 km – Jantarowka (Янтаровка, Wangnicken)
- 45 km – Krasnotorowka (Красноторовка, Heiligenkreutz)
- 48 km – Jagodnoje (Ягодное, Bersnicken)
- 51 km – Russkoje (Русскоө, Germau)
- 52 km – Powarowka (Поваровка, Kirpehnen)
- 56 km – Kruglowo (Круглово, Polennen)
- 58 km – Tschechowo (Чехово, Godnicken, untergegangener Ort)

Stadtkreis Baltijsk:
- 61 km – Parusnoje (Парусное, Gaffken)
- 63 km – Diwnoje (Дивное, Neuendorf)
- 66 km – Primorsk (Приморск, Fischhausen) (→ A 193)